# Jaylen Wells
Jaylen Wells (Sacramento, 26 agosto 2003) è un cestista statunitense, professionista nella NBA con i Memphis Grizzlies.

## Carriera
Dopo aver trascorso tre anni giocando a livello collegiale, prima per i Sonoma Sea Wolves e poi per i Washington State Cougars, viene scelto con la 39ª scelta assoluta al draft NBA 2024 dai Memphis Grizzlies.

## Statistiche

### College
| Anno      | Squadra           | PG | PT | MP   | TC%  | 3P%  | TL%  | RP  | AP  | PRP | SP  | PP   |
| --------- | ----------------- | -- | -- | ---- | ---- | ---- | ---- | --- | --- | --- | --- | ---- |
| 2021-2022 | SSU Seawolves     | 25 | 21 | 30,6 | 40,6 | 26,3 | 71,6 | 5,8 | 1,7 | 1,0 | 0,2 | 12,6 |
| 2022-2023 | SSU Seawolves     | 30 | 30 | 36,8 | 51,7 | 43,8 | 86,1 | 8,7 | 2,6 | 1,9 | 0,4 | 22,4 |
| 2023-2024 | Wash. St. Cougars | 34 | 20 | 29,2 | 43,6 | 41,7 | 81,4 | 4,6 | 1,2 | 0,5 | 0,2 | 12,6 |
| Carriera  | Carriera          | 89 | 71 | 32,2 | 46,3 | 38,3 | 81,0 | 6,3 | 1,8 | 1,0 | 0,2 | 15,9 |

### NBA

#### Regular Season
| Anno      | Squadra           | PG | PT | MP   | TC%  | 3P%  | TL%  | RP  | AP  | PRP | SP  | PP   |
| --------- | ----------------- | -- | -- | ---- | ---- | ---- | ---- | --- | --- | --- | --- | ---- |
| 2024-2025 | Memphis Grizzlies | 79 | 74 | 25,9 | 42,5 | 35,2 | 82,2 | 3,4 | 1,7 | 0,6 | 0,1 | 10,4 |
| Carriera  | Carriera          | 79 | 74 | 25,9 | 42,5 | 35,2 | 82,2 | 3,4 | 1,7 | 0,6 | 0,1 | 10,4 |

## Palmarès
- NBA All-Rookie First Team (2025)